# Plač (Kungota, Slovenija)
Plač je naselje u slovenskoj Općini Kungoti. Plač se nalazi u pokrajini Štajerskoj i statističkoj regiji Podravskoj. 

## Stanovništvo
Prema popisu stanovništva iz 2002. godine naselje je imalo 144 stanovnika.